# Лопатино (Новосибирская область)
Лопа́тино — село в Татарском районе Новосибирской области. Административный центр Лопатинского сельсовета.

## География
Площадь села — 143 гектара.

## Население
| 2002 | 2007 | 2010 |
| ---- | ---- | ---- |
| 534  | ↘475 | ↗488 |

## Инфраструктура
В селе по данным на 2007 год функционируют 1 учреждение здравоохранения и 1 учреждение образования.